# Dorcadion nurense
Dorcadion nurense là một loài bọ cánh cứng trong họ Cerambycidae.